# K.K. Partizan 2016-2017
Questa pagina raccoglie le informazioni riguardanti il Košarkaški klub Partizan nelle competizioni ufficiali della stagione 2016-2017.

## Roster
| N° | Naz.                            | Ruolo | Sportivo            |  | Alt. |  |
| -- | ------------------------------- | ----- | ------------------- |  | ---- |  |
| 5  | Stati Uniti (bandiera)          | G     | Frank Robinson      |  | 193  |  |
| 6  | Serbia (bandiera)               | P     | Branislav Ratkovica |  | 193  |  |
| 8  | Serbia (bandiera)               | G     | Slobodan Jovanović  |  | 193  |  |
| 9  | Serbia (bandiera)               | G     | Vanja Marinković    |  | 195  |  |
| 10 | Serbia (bandiera)               | AG    | Nikola Tanasković   |  | 204  |  |
| 12 | Serbia (bandiera)               | AG    | Novica Veličković   |  | 205  |  |
| 13 | Serbia (bandiera)               | AC    | Đorđe Majstorović   |  | 208  |  |
| 14 | Serbia (bandiera)               | AG    | Stefan Birčević     |  | 209  |  |
| 15 | Serbia (bandiera)               | C     | Miloš Koprivica     |  | 208  |  |
| 21 | Serbia (bandiera)               | AP    | Mihajlo Andrić      |  | 201  |  |
| 25 | Stati Uniti (bandiera)          | P     | Will Hatcher        |  | 188  |  |
| 27 | Bosnia ed Erzegovina (bandiera) | AP    | Adin Vrabac         |  | 205  |  |
| 33 | Serbia (bandiera)               | G     | Stefan Pot          |  | 196  |  |
| 43 | Bosnia ed Erzegovina (bandiera) | AG    | Kenan Karahodžić    |  | 209  |  |
| 44 | Stati Uniti (bandiera)          | G     | Jamont Gordon       |  | 193  |  |
| 55 | Serbia (bandiera)               | C     | Uroš Luković        |  | 213  |  |
|    | Serbia (bandiera)               | All.  | Aleksandar Džikić   |  |      |  |